# Сент-Пітер (Барбадос)
Сент-Пітер — одна з одинадцяти парафій Барбадосу. Отримала свою назву за іменем християнського апостола та святого покровителя святого Петра. Розташована на півночі країни.
Парафія межує з парафіями Сент-Ендрю на південному сході, Сент-Джеймс — на півдні і Сент-Люсі — на півночі.
На території парафії розміщується національний парк Ферлі-Гілл. Ще однією пам'яткою Сент-Пітера є абатство Сент-Ніколас.